# 도밍고 데 우가르테체아
도밍고 데 우가르테체아(-1839년 5월 24일)는 19세기 멕시코 공화국의 장군이다.

## 생애
그는 1813년 호아킨 데 아르돈도에서 복무를 했다. 1832년 7월 우가르테체아는 텍사스 벨라스코에 있는 125명의 병사들에게 명령을 내렸다. 그는 포병대를 당시 아나우악 소요사건을 일으키고 있었던 존 오스틴 휘하의 텍사스 주민들이 반란을 못 일으키도록 브라조리아에서 아나우악에 이르기까지 대포를 압수함으로써 예방하기 위해 사용하려 했다. 비록 11시간에 걸친 벨라스코 전투에서 텍사스 사람들에게 패배하기는 했지만, 우가르테체아는 기지로 대피하도록 허락을 받았다. 1835년 우가르테체아는 코아우일라와 텍사스주의 군사령관으로 산 안토니오 데 베하르의 프레지디오에서 군을 이끌고 있었다. 전비와 보급, 병력 등 모든 부족했다. 200명의 병력이 나타났지만, 가용할 수 있는 병력은 절반 밖에 되지 않았다. 그의 당시 관찰로는 영국계 미국인에 대한 토지 정책의 남발과 베하르와 나코그도체스의 부서와 토종 테하노에 대한 멕시코의 경직된 태도가 사태를 악화시키고 있었다. 그는 또한 텍사스 사람들이 정부와 지도자들에게 존경심이 사라졌다고 생각했다. 그는 편지에서 “빌어먹을 산타 안나, 빌어먹을 우가르테체아라는 욕 밖에 들을 수 없었다”고 쓰고 있다.

### 샌 안토니오 포위
베하르 포위가 느슨하게 진행되자, 아가르테체아는 처음에는 군대와 함께 마을에 머물렀다. 그의 기병대가 10월 중순 치볼로 크릭 주변을 정찰했다. 10월 28일 그는 275명의 보병부대와 마을에서 가져온 2문의 대포를 콘셉시온 전투를 치렀다. 우가르테체아 대령은 11월 12일 기병대에게 포위군을 뚫고서, 병력증강을 위해 10일 지나서 리오그란데 강으로 가는 길을 만들라고 했다. 11월 26일 그는 454명의 징집병과 173명의 고참병들을 데리고 라레도에서 베하르에 있는 코스의 중앙군을 구출하게 위해 갔다. 그들은 12월 8일 도착했는데, 실제로는 중앙군에 대한 보급 부담만 늘였을 뿐이었고, 12월 9일 텍시언에게 항복하는 것에 도움만 되었을 뿐이었다.

### 텍사스 혁명
우가르테체아는 라레도로 코스의 군대와 함께 돌아왔다. 그는 텍사스로 1836년에 멕시코군을 이끌고 돌아왔다. 3월말 우가르테체아는 후방에 본부를 만들고, 코파노, 빅토리아, 골리아드에 있는 훈련되지 않는 예비병력의 사령관직을 맡았다. 이들의 임무는 요새의 방어벽을 재건하고, 보강작업을 하는 것이었다. 샌재신토 전투 이후 멕시코군의 후퇴에 따라서, 우가르테체아는 마탐모로스, 타마울리파스로 갔다.

## 참고 문헌
- Hubert Howe Bancroft; History of the North Mexican States and Texas (2 vols., San Francisco: History Company, 1886, 1889).
- Paul D. Lack, The Texas Revolutionary Experience: A Political and Social History (College Station: Texas A&M University Press, 1992).
- Jeff Long, Duel of Eagles: The Mexican and U.S. Fight for the Alamo (New York: Morrow, 1990).